# Jeremy Suarez
Jeremy Suarez, född 6 juli 1990, är en amerikansk skådespelare. Han har bland annat gjort rollen som Jordan Thomkins i The Bernie Mac Show. Han har även gjort rösten till Koda i Björnbröder.

## Filmografi (i urval)
- 2001–2006 – The Bernie Mac Show (TV-serie)
- 2003 – Björnbröder (röst)
- 2006 – Björnbröder 2 (röst)
- 2012 – Zambezia (röst)